# Агия Триада (дем Солунски залив)
Вижте пояснителната страница за други значения на Агия Триада.
Агия Триада (на гръцки: Αγία Τριάδα, катаревуса: Αγία Τριάς, Агия Триас) е село в Гърция, дем Солунски залив, област Централна Македония с 2829 жители (2001).

## География
Селото е разположено на Халкидическия полуостров, на вдадения в Солунския залив нос Голям Карабурун.

## История
Селото е основано от гърци бежанци през 1920-те години. В 1928 година Агия Триас е бежанско селище с 95 бежански семейства и 341 жители бежанци.